# Motel

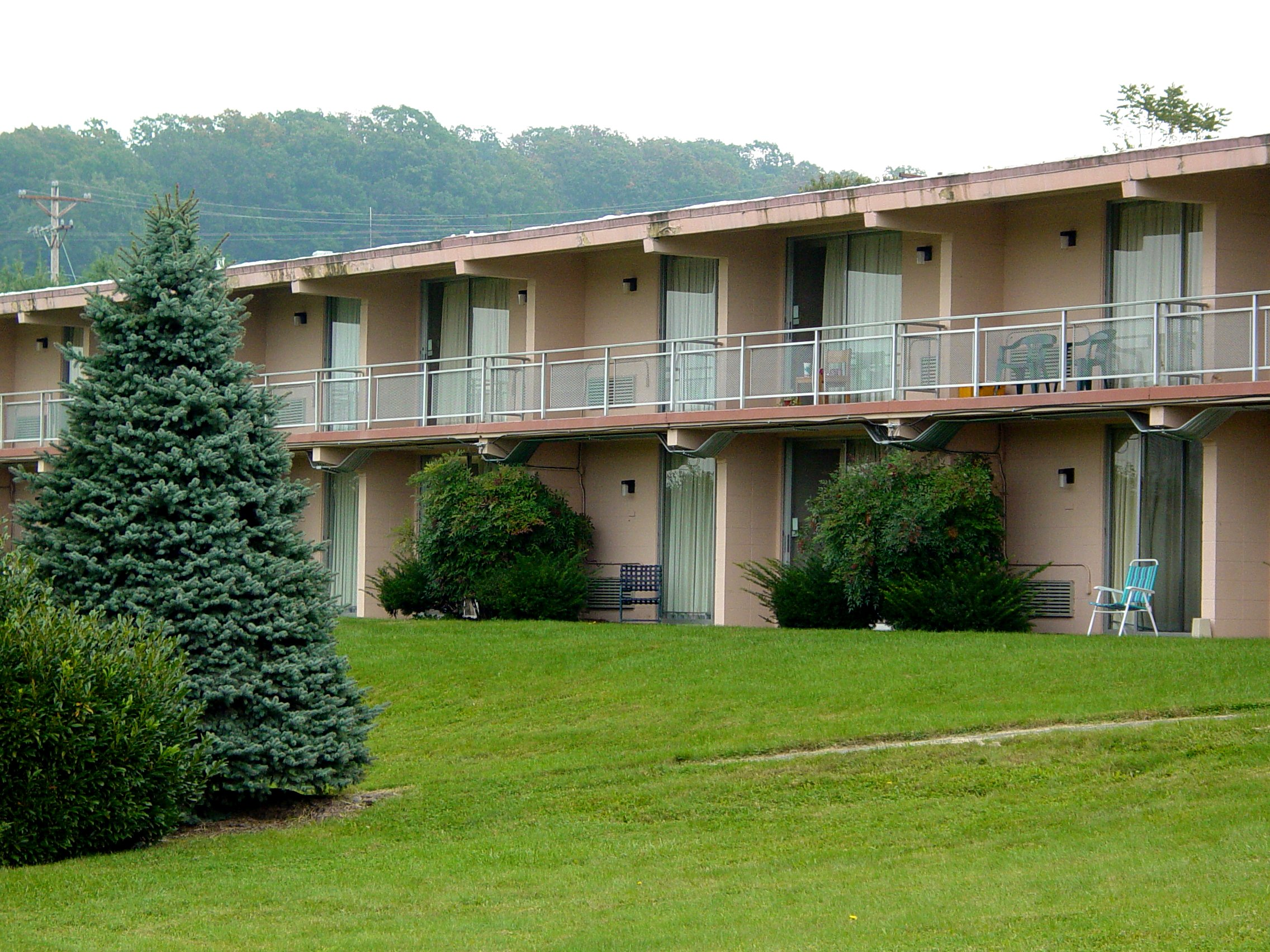
Exterior del "Howard Johnson's motor lodge".

Un motel és un allotjament característic de carretera, originàriament estatunidenc.
Sovint, està format per una o dues plantes a les habitacions de les quals s'accedeix a través d'un llarg passadís, des de la recepció, o fins i tot exclusivament des de l'aparcament. Van proliferar al costat de les grans rutes que creuen els Estats Units, des d'inicis del segle xx. Té uns preus més baixos que els hotels convencionals.
La paraula motel és un acrònim de motorist hotel, i descriu el seu principal ús com a hotel per a un descans a la carretera.
La imatge dels motels ha estat molt difosa a les pel·lícules nord-americanes. Actualment aquests hotels es troben als Estats Units, però no solament al costat de les carreteres, sinó també fins i tot dins de les ciutats, ja que el sistema s'ha fet molt popular i permet una gran intimitat i discreció per a l'usuari. També s'han disseminat arreu del món copiant, en part, el model del cinema.